# Agostino Lampugnani
Agostino Lampugnani, al secolo Giovanni Battista Lampugnani (Milano, 1586 – Milano, 29 gennaio 1657), è stato un religioso e scrittore italiano.

## Biografia
Giovanni Battista Lampugnani nacque a Milano nel 1586 da un'antica e nobile famiglia. Nel 1599, col nome di Agostino, emise la professione monastica nel monastero cassinese di San Simpliciano di Milano, dove fu monaco anche suo fratello Alfonso.
Divenuto priore di San Simpliciano, Lampugnani fu accademico degli Erranti di Brescia, degli Incogniti di Venezia, degli Indomiti di Bologna, e degli Addormentati di Genova. Particolarmente importante fu il suo legame con il sodalizio degli Incogniti veneziani. I Discorsi accademici de' signori Incogniti, pubblicati a Venezia nel 1635, contenevano due suoi scritti: La bellezza lodata e La bruttezza lodata. Entrando a far parte di quella Accademia, Lampugnani ebbe forse modo di stringere o consolidare l'amicizia con Angelico Aprosio, anch'egli accademico incognito, fondata sui comuni interessi per la letteratura, e di cui sono una sincera e viva testimonianza la corrispondenza epistolare stabilitasi fra i due, che più o meno fitta si protrasse sino alla vecchiaia del Lampugnani. Lampugnani morì a Milano il 29 gennaio 1657.
Figura poliedrica e di ampia cultura, Agostino Lampugnani fu autore di varie opere di grande successo. Con lo pseudonimo di Balbino Balbucci scrisse ĽAntiocchiale, violento pamphlet in cui ribatteva alle critiche mosse al Marino da Tommaso Stigliani nel suo Occhiale. Il Celidoro, pubblicato a Venezia nel 1642, cioè nel periodo di piena fioritura del romanzo secentesco, fu il più grande successo del Lampugnani, che gli meritò anche le lodi che si leggono sotto il suo ritratto nelle Glorie degli Incogniti. Notevole anche La carrozza da nolo (1649) romanzo in chiave critica da cui traspare un quadro vivace e ben preciso del costume secentesco. Ordita sulla conversazione di alcuni compagni di viaggio, che si scambiano osservazioni morali e politiche, l'opera fu seguita dalla Carozza di ritorno, pubblicata l'anno dopo e a inspirata dal successo del primo romanzo.
Molto elogiato in vita, già nel Settecento suscitò scarso interesse per la comune avversione del secolo dei lumi verso il Seicento. Della sua opera si interessò il Manzoni durante la redazione dei Promessi Sposi traendone, oltre a preziose notizie storiche, motivi di riflessione morale, religiosa, e perfino suggerimenti di stile. Recentemente Lampugnani è stato oggetto di un rinnovato interesse nel quadro della rivalutazione della cultura barocca italiana.

## Opere
- Clio plaudens et exultans in serenissimi principis Venetiarum Antonii de Priulis electionem, Venezia, Antonio Pinelli, 1618.
- Cecilia predicante, rappresentatione sacra di d. Agostino Lampugnano monaco Cassinese, Venezia, Francesco Baba, 1619.
- La ninfa guerriera favola pastorale di Gio. Battista Lampugnano, Venezia, Marco Ginami, 1624.
- Il Celidoro, Bologna, Carlo Zenero, 1642.
- La pestilenza seguita in Milano l'anno 1630 raccontata da Agostino Lampugnano priore di S. Simpliciano, Milano, Carlo Ferrandi, 1634.
- Sette strali d'amore vibrati da Giesù Christo in croce all'anima fedele spiegati da D. Agostino Lampugnani, priore casinense, Bologna, Giovanni Battista Ferroni, 1640.
- Turrianae propaginis arbor explicita D. Augustini Lampugnani, mediolanensis patritij, monaci cassinensis, Bologna, Giacomo Monti, 1642.
- Squittinio d'amore opera academica di don Agostino Lampugnani, Bologna, Nicolò Tebaldini, 1643.
- L'Heroe mendico ouero De' gesti di S. Alessio ... libri cinque di d. Agostino Lampugnani, Milano, Filippo Ghisolfi, 1645.
- Della carrozza da nolo, overo del vestire e usanze alla moda, Bologna, Carlo Zenero, 1648.
- Della carrozza di ritorno, ouero dell'esame del vestire e costumi alla moda, libri due di Gio. Tanso Mognalpina, Milano, Lodovico Monza, 1650.
- Lumi della lingua italiana diffusi da regole abbreuiate, e dubbi esaminati per lo Fuggitiuo Academ. Indomito, Bologna, Carlo Zenero, 1652.
- Diporti Academici di d. Agostino Lampognani abbate casinense hauuti in diuerse Academie. Dedicati all'illustriss. et eccellentiss. sig. don Luigi de Benauides Cariglio, Milano, Lodovico Monza, 1653.